# Brána usedlosti Finca Miralles
Brána usedlosti Finca Miralles (španělsky Puerta de la Finca Miralles) je drobná stavba architekta Antonia Gaudího v Barceloně z roku 1901. Zbudoval ji pro továrníka Hermenegilda Mirallese k jeho plánované usedlosti. V současnosti stojí stavba osamoceně mezi panelovými domy. Proto se uvažovalo i o přesunutí stavby na vhodnější místo.
Stavba vznikla ve stejné době jako Gaudího první obytný dům – Casa Calvet. Obě stavby jsou v kontrastu: zatímco Casa Calvet je vystavěna spíše v přísném stylu, brána usedlosti Finca Miralles má zcela volnou kompozici, která předjímá surrealistické formy.
V roce 2000 proběhla rekonstrukce portálu. Současně byla v portálu umístěna socha Antonia Gaudího od sochaře Joaquima Campse.

## Galerie

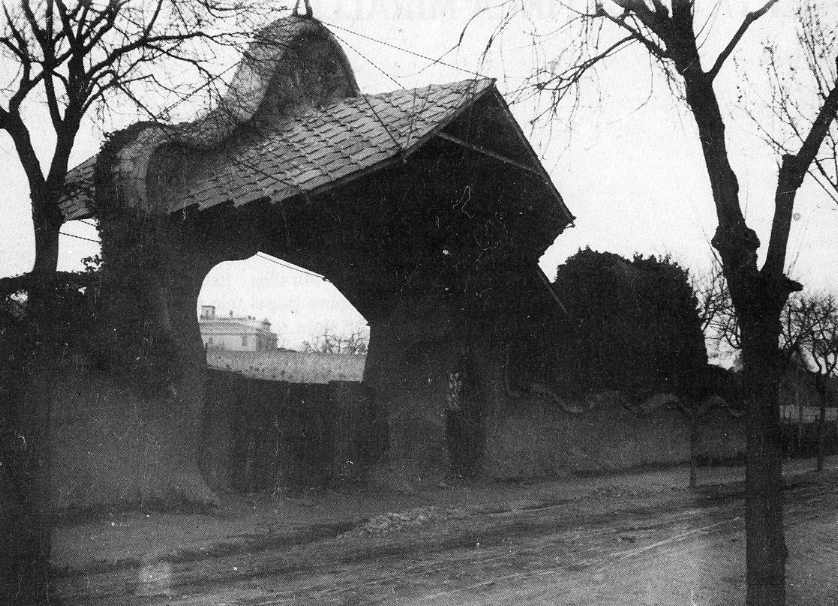
Brána usedlosti Finca Miralles v roce 1902
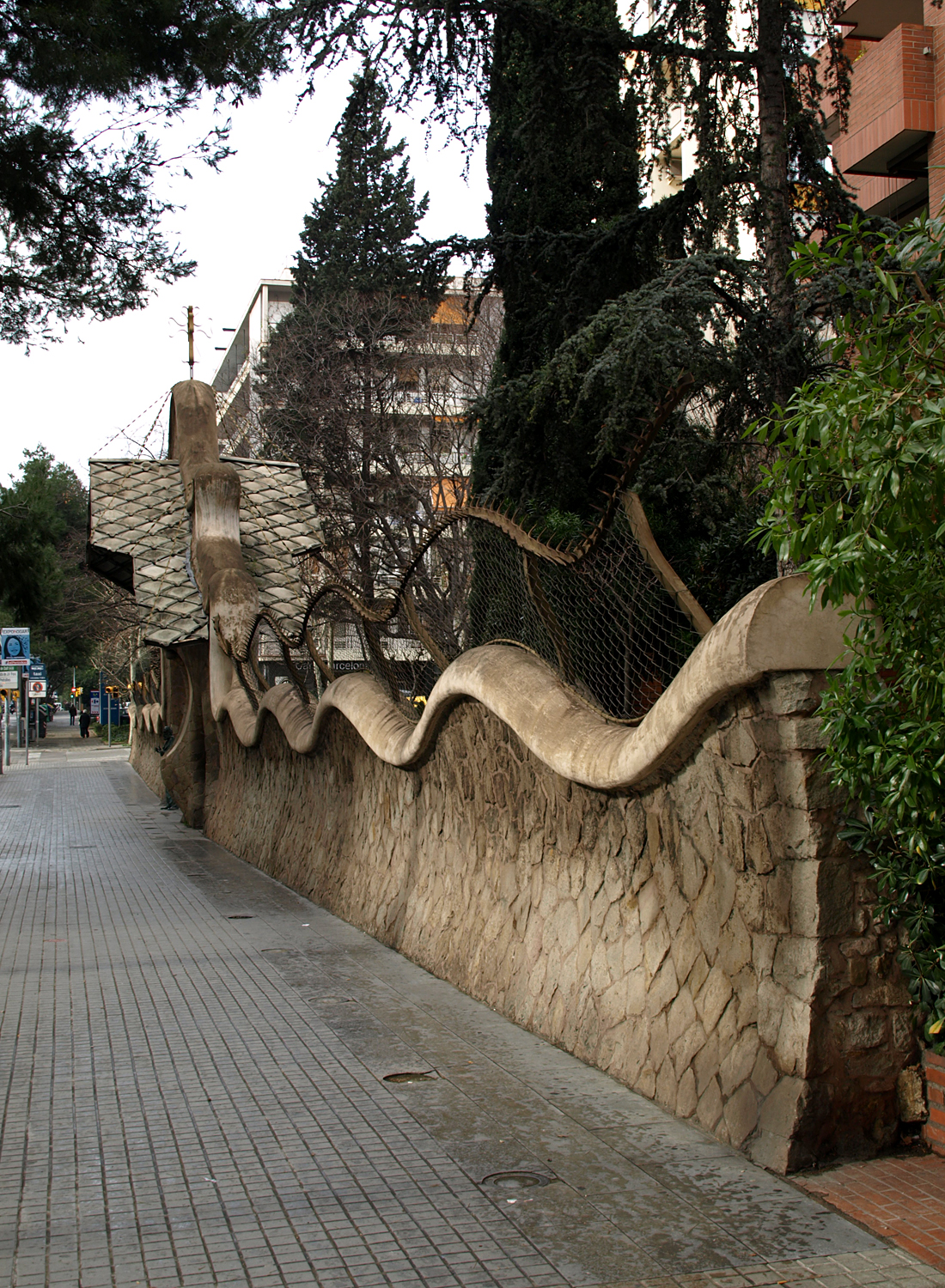
Brána a část zachované ohradní zdi
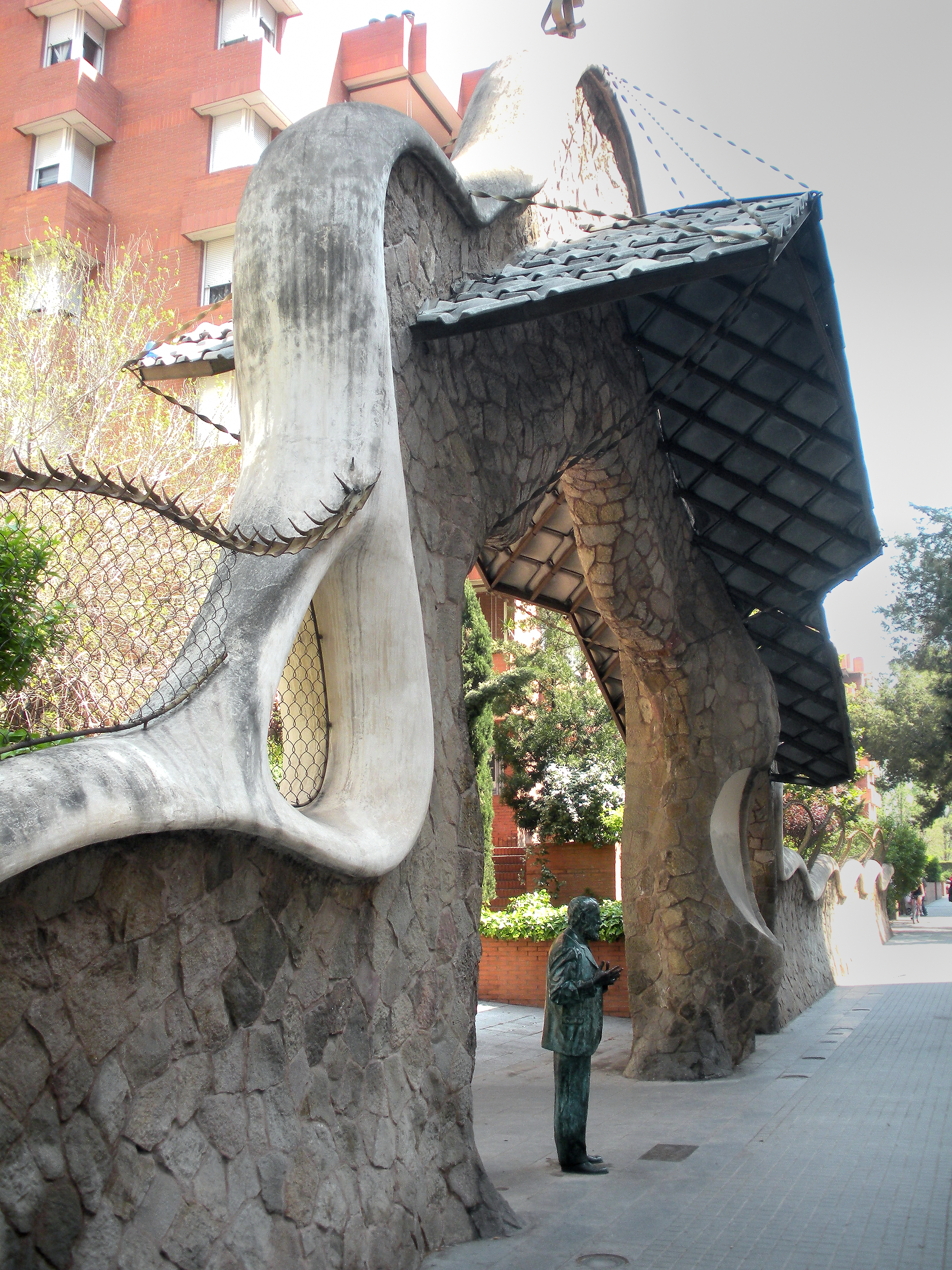
Socha Antinia Gaudího, umístěná v portálu v roce 2000.